# Eberhard von und zu Steinfurth
Eberhard Jürgen Gottfried Ludwig Freiherr von Löw und zu Steinfurth, född 24 juli 1909 i Hadersleben, död 28 december 1993 i Bad Nauheim, var en tysk SS-officer. Inom Reichssicherheitshauptamt, Nazitysklands säkerhetsministerium, var han under andra världskriget särskilt ansvarig för säkerhetspolisiära och underrättelsemässiga frågor i de av Tyskland ockuperade länderna, i synnerhet Danmark. Han etablerade nära kontakt med de danska nationalsocialisternas ledare, Fritz Clausen.